# St. Andreas Haddeby (Busdorf)

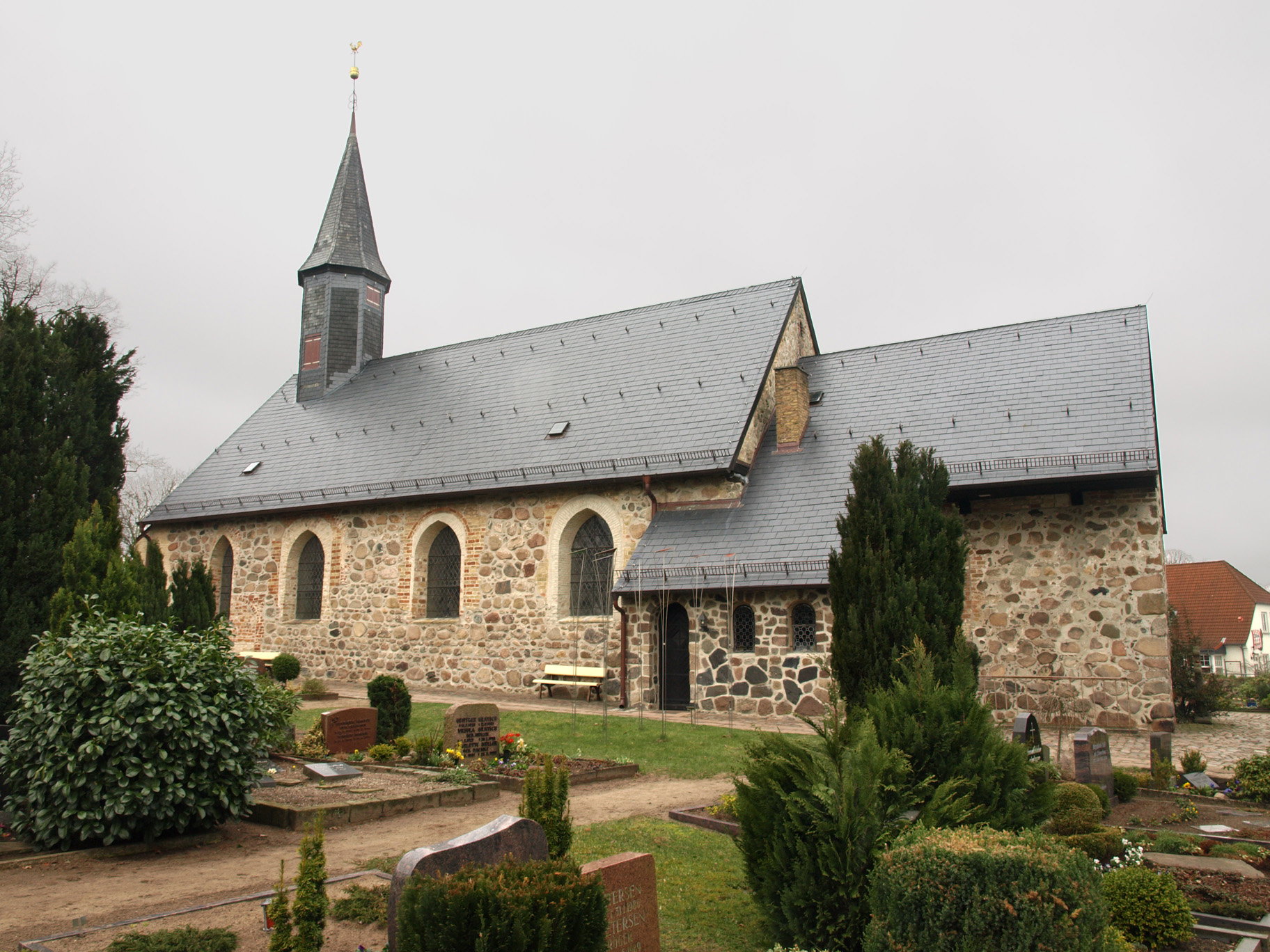
Die Kirche St. Andreas Haddeby von Süden gesehen mit Sakristeianbau von 1913

St. Andreas Haddeby ist eine evangelische Kirche in Busdorf. Sie liegt etwas außerhalb des Dorfkerns, etwa 700 m nördlich des Walls des historischen Haithabu. Die Kirche wurde um 1200 aus Feldsteinen errichtet und zeigt teilweise noch ursprüngliche spätromanische Bauformen.

## Geschichtliches
Das Gebiet um das ehemalige Haithabu (Haddeby) wird als Ausgangspunkt der Missionierung des europäischen Nordens angesehen. Dort stand schon im 9. Jahrhundert eine Holzkirche, die der Missionsbischof Ansgar 849 mit Genehmigung des dänischen Königs Horik I. errichten durfte. Es ist allerdings nicht nachgewiesen, dass die heutige Andreaskirche an der gleichen Stelle steht.
Die Kirche St. Andreas geht auf das 12. Jahrhundert zurück. Erste schriftliche Erwähnung fand sie 1295. 1399 wurde sie durch päpstliche Verordnung dem Apostel Andreas geweiht.

## Äußerer Bau
Das Langhaus besteht aus einem einfachen Kirchenschiff, an das sich ein schmalerer und niedrigerer Kastenchor anschließt. Chor und Langhaus werden jeweils durch ein schiefergedecktes Satteldach nach oben abgeschlossen. An der Nordseite des Langhauses sind noch vier ursprüngliche romanische Rundbogenfenster erhalten. Die spitzbogigen großen Fenster an der Südwand wurden später eingesetzt.
Der polygonale Dachreiter mit spitzem Helm stammt aus dem späten 18. Jahrhundert. Die Westwand wurde 1846 neu gestaltet. Außerdem hat man zwei Erweiterungen vorgenommen: 1834 erhielt die Kirche ein von C. F. Hansen entworfenes westliches Vorhaus. Als letztes erfolgte 1913 der Anbau einer Sakristei auf der Südseite zwischen Chor und Langhaus.

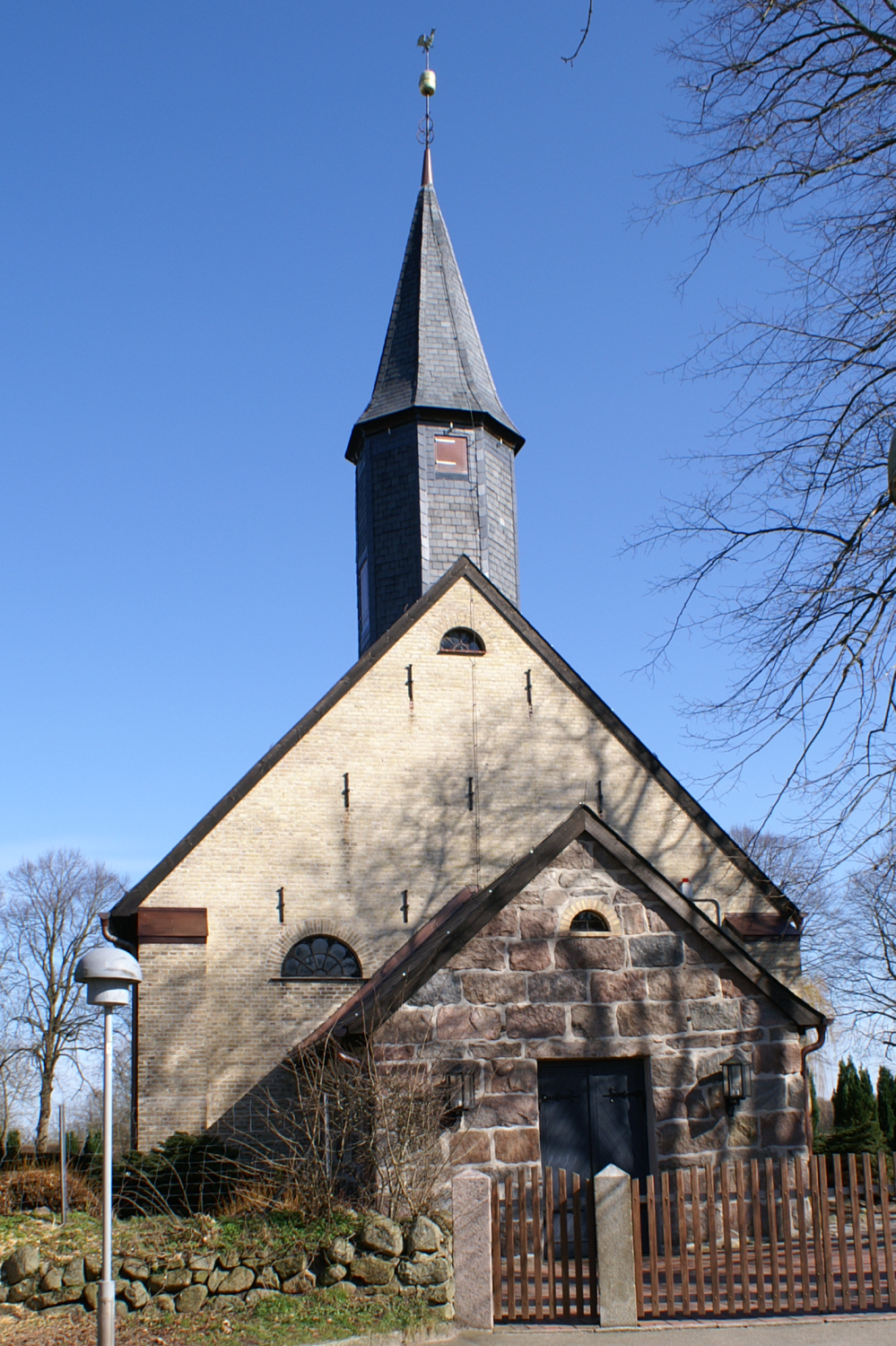
Westseite mit Vorhaus von 1834
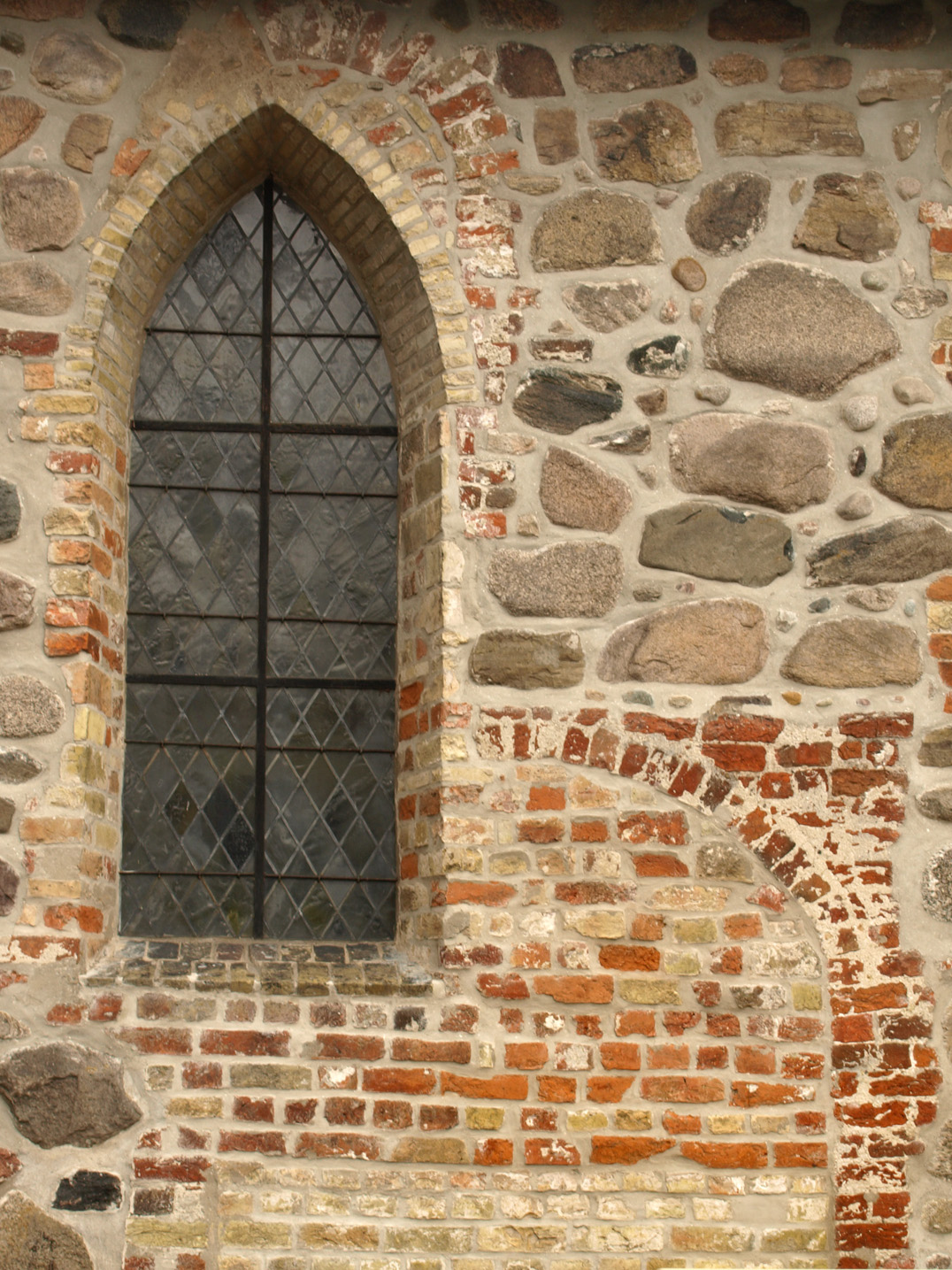
Südfenster und vermauertes ehemaliges Portal
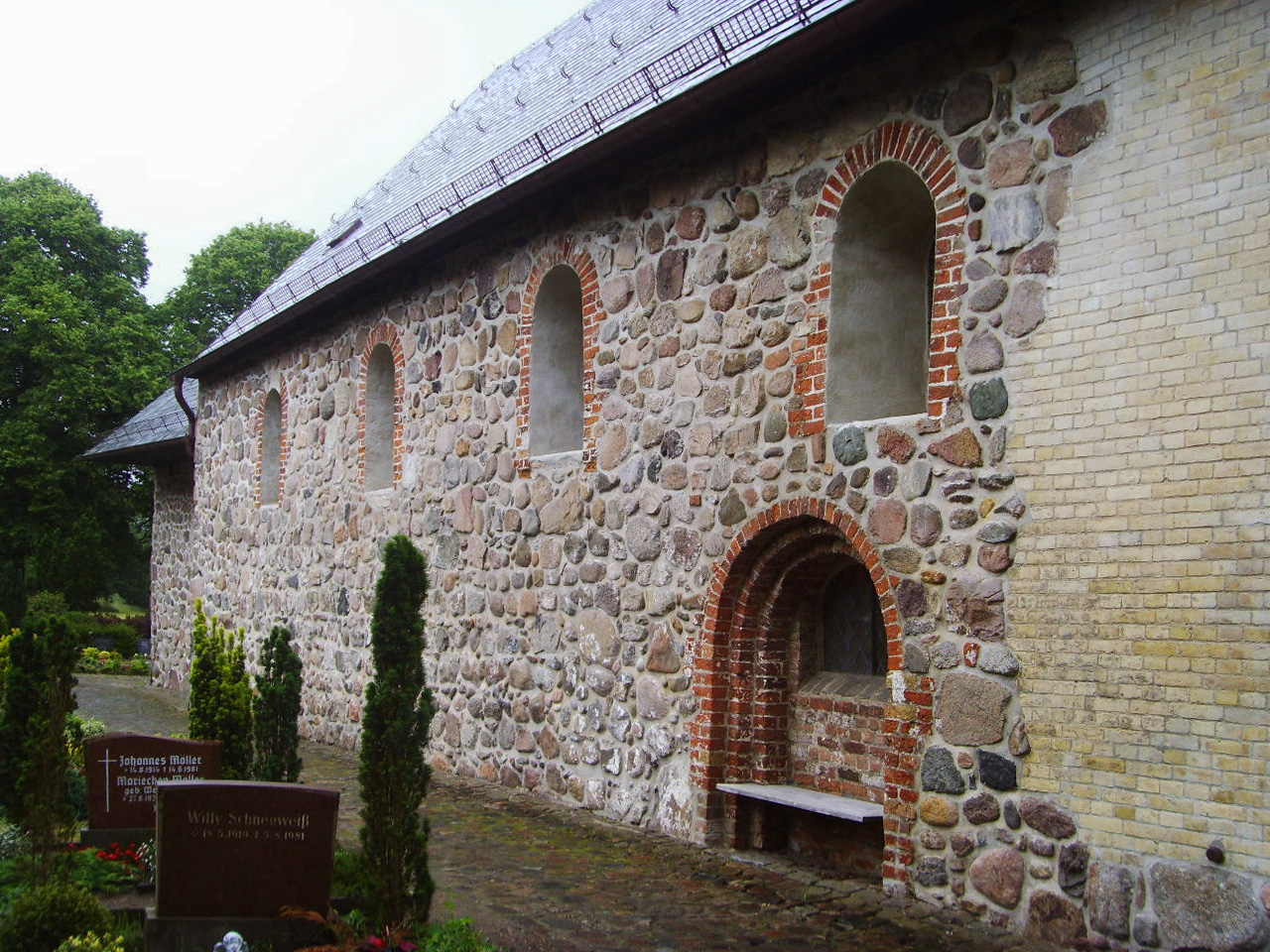
Nordseite mit romanischen Fenstern, und teilweise vermauertem ehemaligem Portal

## Innenraum
Das schlichte Kirchenschiff wird durch eine Holzbalkendecke abgeschlossen. Ein Rundbogen bildet den Durchgang zum Chor, der ein spätgotisches Kreuzrippengewölbe aufweist.

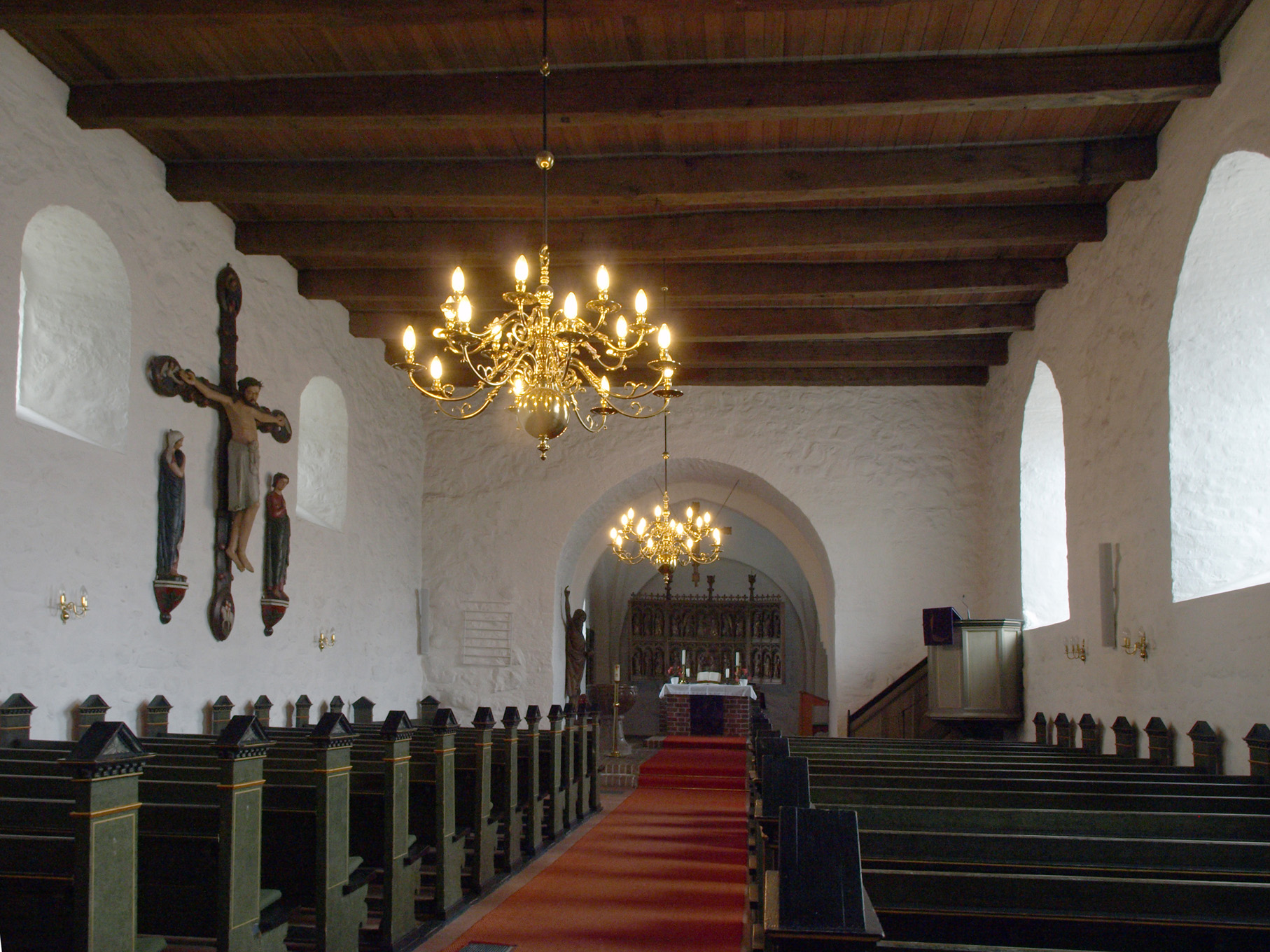
Innenraum nach Osten, links die Kreuzigungsgruppe
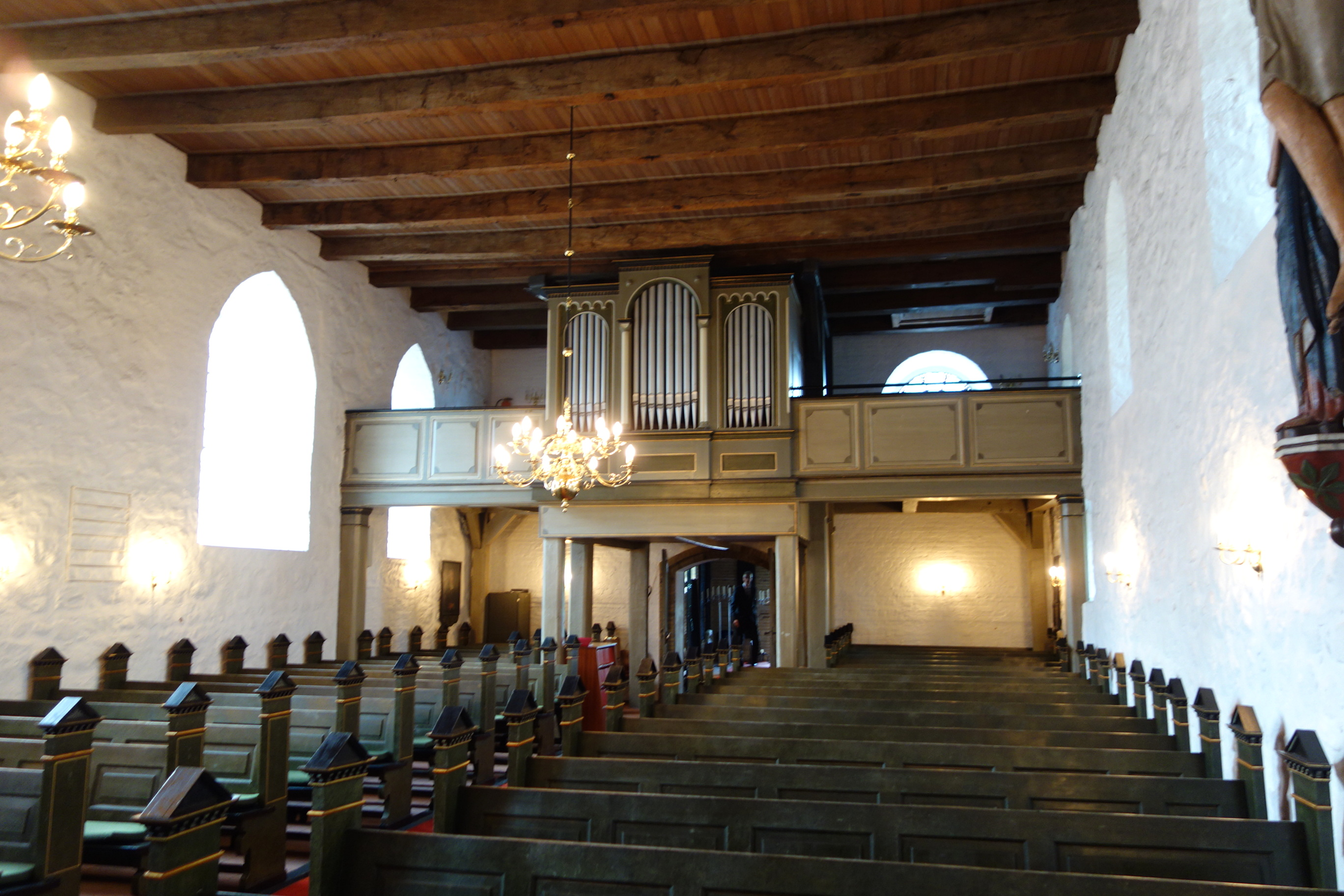
Innenraum nach Westen mit Orgelempore

## Ausstattung

### Altar

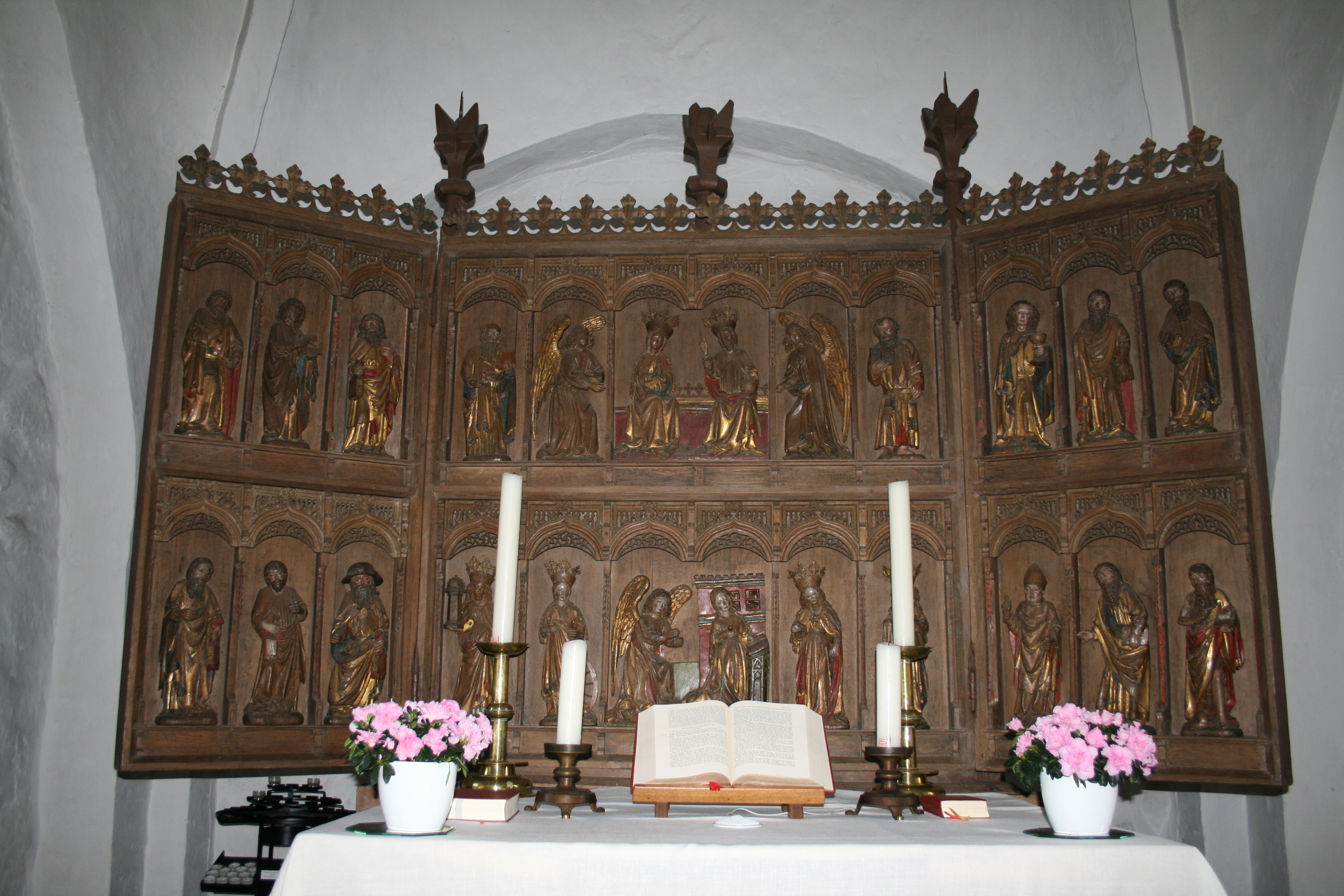
Altar

Der dreiflügelige Schnitzaltar aus Eichenholz zeigt in zwei Geschossen biblische Szenen und Einzelfiguren. Er stammt aus den 30er Jahren des 15. Jahrhunderts, also aus spätgotischer Zeit und ist ein Meisterwerk der Schnitzkunst. Der Künstler ist unbekannt. Im unteren Zentralfeld des Mittelschreins zeigt sich die Marienverkündigung, im oberen Mittelfeld thront Maria als Königin neben dem segnenden Christus; das Retabel ist Ausdruck der Marienverehrung. 20 Einzelfiguren von Aposteln und Heiligen rahmen die Szenen ein. Die Figuren stehen in Fächern, die von gotischen Rundbogen-Maßwerk vor nasenbesetztem Lanzettengitter bekrönt sind. Im linken Flügel steht die Figur des Apostels und Namenspatrons St. Andreas. Außerdem ist er auch Schutzheiliger der Fischhändler und hat damit auch eine direkte Beziehung zu dieser Heimat. Jede Schnitzfigur steht unbefestigt in ihrem Gefach. Den oberen Abschluss des Altaraufsatzes bildet ein Kreuzblumenkamm. Bemerkenswert ist auch das hölzerne Retabelgerüst, das rückseitig das bis heute erhaltene Marienretabel stützt und bereits aus der Zeit um 1300, also von einem verloren gegangenen Vorgänger, stammt.
Der Altar mit seinen prachtvollen Figuren hatte im Laufe vieler Jahre an seiner Substanz gelitten. Deshalb begannen Ursula Lins und Uta Lemaitre vor einigen Jahren mit der Restaurierung jeder einzelnen Figur insbesondere, um die in großem Umfang erhaltenen Reste der mittelalterlichen Fassung zu konservieren. Am 10. Juni 2022 konnte die Fertigstellung gefeiert werden.

### Taufe
Die spätromanische Taufe stammt aus dem 13. Jahrhundert. Sie wurde auf Gotland aus Kalkstein gefertigt. Der Sockel ist als Vierpass ausgeführt, die Kuppa zeigt Rundbogenblenden. Zu diesem Typ der Kalksteintaufen, die Form und Musterung aufweisen, aber keinerlei figürlichen Schmuck zeigen, gibt es diese Variante der Taufe in dieser Kirche, die einen vierpassförmigen Grundriss aufweist. Ebenso verhält es sich mit dem Schaft. Der schwedische Forscher Oscar Reutersvärd gab dieser Art von Taufe den Begriff der Paradiesfünte. Ihre ursprüngliche Gestalt stammt aus einem uralten orientalischen Kultbereich. Sie geht auf die Paradiesvase zurück. Sie galt damals als Behältnis für magisches und geheiligtes Wasser. In christlicher Zeit erfuhr sie eine Umdeutung als Quelle des Paradieses. Diese Taufe aus rotem Kalkstein ist deshalb etwas Besonderes, denn diese Form von Taufsteinen werden nur bis ins 14. Jahrhundert gefertigt. Später lässt sich keine Taufe, der man die Form der Paradiesvasen ansehen kann, mehr nachweisen.

### Kreuzigungsgruppe

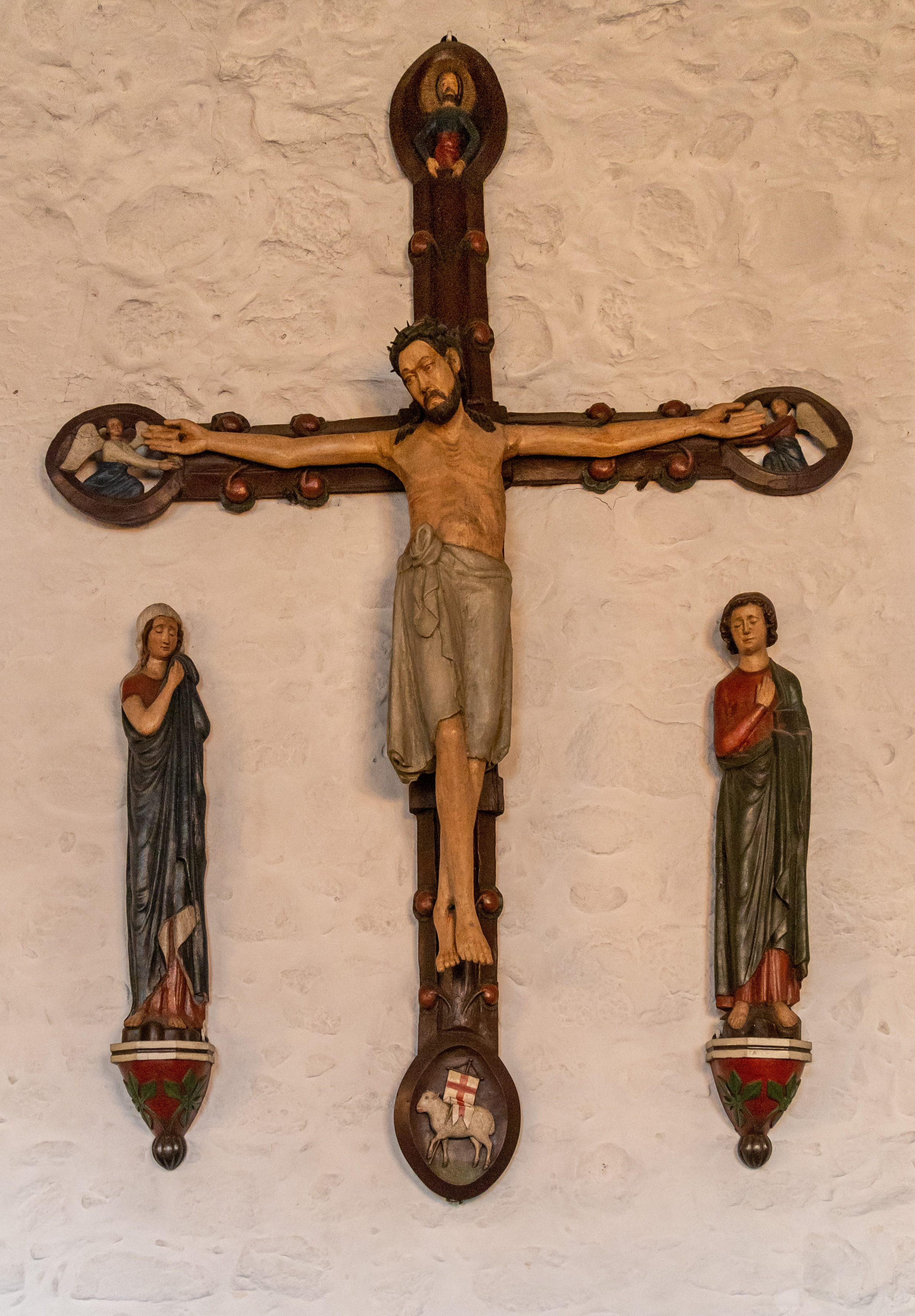
Triumphkreuz

Die Figurengruppe ist an der Nordwand angebracht. Das Zentrum bildet ein überlebensgroßer Corpus mit waagerecht ausgebreiteten Armen an einem 3,75 m hohen Baumkreuz. Das Werk entstand Mitte des 13. Jahrhunderts. Besonders das Kreuz mit dem Gekreuzigten, der ein langes Lendentuch trägt, bestätigt den Eindruck eines romanisch-frühgotischen Stils. An den geschnitzten ovalen Enden des Kreuzes befinden sich Darstellungen von Gottvater, zwei Engeln und einem Lamm. Das untere Ende des Kreuzes mit dem Gotteslamm und die Konsolen der Nebenfiguren stammen aus dem 19. Jahrhundert. Insgesamt 16 Knospen, die am Kreuz sichtbar sind, werden im Volksmund Rosen genannt. Die Zusammengehörigkeit der Assistenzfiguren Maria und Johannes mit dem Kruzifix wurde aufgrund der deutlichen Größenunterschiede diskutiert, zuletzt jedoch zugunsten einer Einheit der Haddebyer Gruppe beurteilt. 1982 erfolgte eine Restaurierung, alte Farben von 1890 wurden entfernt, sodass im Jahr 1983 der Kirchengemeinde die Triumphkreuzgruppe in einem nie dagewesenen erneuertem Zustand übergeben werden konnte.

### Christophorusfigur
Im Chorbogen an der Nordseite steht eine Figur, die den heiligen Christophorus darstellt. Sie ist allerdings ein Fragment, weder der Stab noch das Christuskind im linken Arm sind erhalten, da die Proportionen für diese linke Seite zu kräftig und aus anderem Holz ausgefallen sind. Im Original dieser zu Beginn des 16. Jh. entstandenen Figur aus Eichenholz, sind nur der Kopf und die rechte Korpusseite erhalten.

### Sakramentsschrank
In die Nordwand des Chores ist ein außergewöhnlich großer Sakramentsschrank (Eiche mit Eisenbeschlägen, Maße: 215 × 95 × 50 cm) aus der Zeit um 1500 eingelassen. Auf der Türinnenseite ist eine Malerei angebracht, die Christus als Schmerzensmann zeigt.

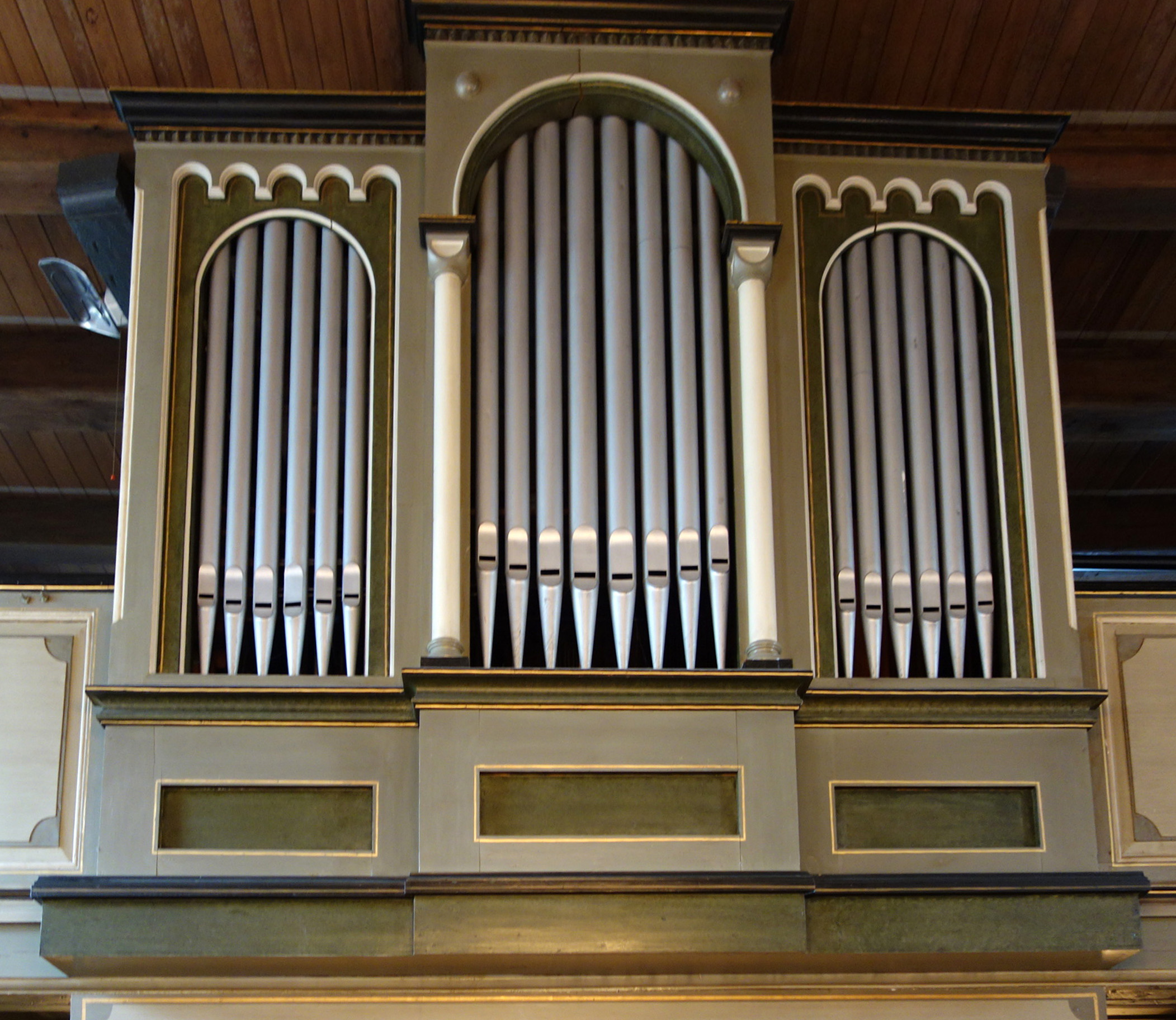
Marcussen-Orgel von 1844

### Orgel
Auf der westlichen Empore steht die Marcussen-Orgel aus dem Jahr 1844. Sie wurde 1972 vom Preetzer Orgelbauer Tolle umgearbeitet. Dabei blieben die Original-Register erhalten.

### Glocke
Die Bronzeglocke von J. F. Beseler stammt von 1826. Sie ist ein Umguss aus einer älteren Bronzeglocke.